# Rodrigo Londoño
Rodrigo Londoño Echeverri (La Tebaida, Quindío, 20 de enero de 1959), comúnmente conocido como alias Timoleón Jiménez o Timochenko, es un exguerrillero y político colombiano que ejerció como el último comandante en jefe del Estado Mayor de las extintas Fuerzas Armadas Revolucionarias de Colombia (FARC-EP) desde 2011 hasta la transformación de la organización insurgente, el 1 de septiembre de 2017, en el partido político Fuerza Alternativa Revolucionaria del Común (FARC) actualmente llamado Comunes, del cual es presidente y fue su candidato para las elecciones presidenciales de 2018 hasta marzo de ese año, cuando su partido desistió de participar en dichos comicios. Previamente había sido comandante del Bloque Magdalena Medio.
Fue el tercer comandante en jefe en la historia de las FARC-EP, sucediendo a Alfonso Cano de quien heredó el liderazgo en los diálogos de paz con el gobierno de Juan Manuel Santos. En 2012, fue designado dentro del grupo negociador de las FARC-EP para acordar el fin de la guerra en Colombia con el gobierno del presidente Santos, en unas negociaciones que dieron como resultado los acuerdos de La Habana del 26 de septiembre de 2016.
Londoño ha sido acusado y condenado por diversos crímenes por la justicia colombiana, varios de los cuales él niega. Durante años fue considerado terrorista por diversos países entre ellos Estados Unidos y Canadá. Hasta 2015, Londoño había acumulado en su contra varias acusaciones legales por sus actividades en la exguerrilla.
En diciembre de 2017, Londoño entró en el listado de cincuenta pensadores del año de la revista norteamericana Foreign Policy «por deponer las armas y colocar a Colombia en el camino hacia la paz».

## Biografía
Rodrigo Londoño es hijo de Arturo Londoño y Elisa Echeverry Londoño. Gracias a su madre, a los seis años, Londoño sabía leer, escribir, multiplicar, sumar y restar, pese a que los niños solo podían ingresar a la escuela a los siete años. Durante su infancia, estudió en la escuela pública Antonio Nariño, en el Instituto La Tebaida y en el instituto Quimbaya.
Su padre Arturo era un campesino liberal, analfabeta, que devino en comunista y militó en La Uno, un grupo perteneciente al Partido Comunista Colombiano (PCC). Londoño le leía a su padre el diario El Tiempo y La Voz Proletaria (periódico oficial del PC). A los quince años leyó Cien años de soledad, de Gabriel García Márquez, y también le gustaba Pablo Neruda y la literatura soviética.
Trabajó en el campo sembrando, cosechando, podando con azadón y machete, cortando leña y como vendedor en una tienda. De joven militó en la Juventud Comunista Colombiana (JUCO). Una de las cosas que lo motivó en su trayectoria fue el golpe de Estado en Chile de 1973, cuando Rodrigo Londoño todavía estaba en La Tebaida y militaba en una organización Los Pioneros, donde cantaban canciones en solidaridad con Chile.
Los servicios de inteligencia colombianos creyeron durante mucho tiempo que Rodrigo Londoño estudió medicina con una especialidad en cardiología en la Universidad Patricio Lumumba de Moscú, amplió sus estudios en Cuba, y fue entrenado militarmente en la Yugoslavia del mariscal Tito. pero esta información resultó ser falsa.
Es seguidor del líder cubano Fidel Castro y de Ernesto Che Guevara.

### Militancia en las FARC -EP

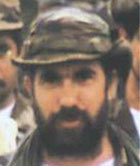
Rodrigo Londoño, alias Timochenko, durante su accionar insurgente.

Al ingresar a las FARC-EP en 1976, con 17 años, Rodrigo Londoño adoptó el seudónimo «Timochenko» y más tarde también «Timoleón Jiménez», por lo que la gente cercana lo llama «Timo». Explica, sobre su entrada en la guerrilla : "antes de irme, me dieron una charla en la que trataron de desanimarme, pero yo estaba decidido: yo admiraba la lucha armada y creía que sería cuestión de poco tiempo, como en Cuba."
Llegó al quinto puesto del Estado Mayor Central. Luego se convirtió en uno de los siete miembros del Secretariado, el órgano de dirección política y grupo guerrillero. En 1979, pasó a ser parte de la guardia de Jacobo Arenas. En los ochenta lo capacitaron los médicos aliados de las FARC en cirugías menores, en anatomía elemental. En 1980, se sumó, cómo enfermero, a la escuela móvil de mandos dirigida por Manuel Marulanda, momento en que pasó a hacer parte de la guardia personal de este. En 1982, viajó al Frente 4 de las FARC-EP, ya como miembro del Estado Mayor Central de las FARC-EP, a realizar una investigación que orientó la Conferencia. Luego de varias misiones, en 1984, fue designado director de la Escuela nacional de Cuadros Hernando González Acosta.

#### Miembro del Secretariado
En 1986, fue designado miembro del Secretariado del Estado Mayor Central, el máximo órgano de dirección política y del grupo guerrillero. En 1988 fue nombrado cabecilla del Bloque Oriental y se afirmó que desde 1993 estaba al mando del Bloque Magdalena Medio. Producida la muerte de Jacobo Arenas, en 1990, debió asumir de lleno el papel como miembro del Secretariado al lado del Manuel Marulanda, y en la Octava Conferencia de las FARC-EP, en 1993, se le encarga la misión de coordinar el trabajo en el Bloque Magdalena Medio.
En marzo de 2008 fue la persona encargada de anunciar la muerte del fundador de las FARC-EP Pedro Antonio Marín, alias Tirofijo.

### Comandante en jefe y líder de los Acuerdos de Paz
En 2011, tras la muerte de Alfonso Cano, Rodrigo Londoño fue nombrado comandante en jefe de las FARC-EP, continuando las negociaciones secretas con el presidente Juan Manuel Santos que ya habían avanzado con Cano.
En 2012, conformada la Mesa de Conversaciones de La Habana, Londoño se convirtió en orientador de la delegación de paz que terminó pactando el Acuerdo General para la terminación del conflicto con el gobierno de Santos. En un principio no formó parte de la delegación de las FARC-EP, pero, en septiembre de 2015, pudo salir de las montañas colombianas y viajó a La Habana para reunirse con Santos y con Raúl Castro para “acelerar el fin del conflicto” y firmar un primer acuerdo. El 23 de septiembre de 2015, protagonizó en La Habana el histórico apretón de manos con Santos, que selló el acuerdo alcanzado en el espinoso asunto de víctimas y justicia transicional, y elevó al más alto nivel el diálogo hasta entonces encabezado por los equipos negociadores de las partes.
El Acuerdo Final definitivo fue firmado el 24 de noviembre de 2016 e incluye la dejación de armas, el traslado de la vida clandestina a la actividad política legal de todos los integrantes de ese grupo y el cumplimiento por parte del estado colombiano de puntos esenciales para garantizar los principios de verdad, reparación a las víctimas y no repetición del conflicto armado.

### Paso a la política
Del 28 al 31 de agosto de 2017, participó en el Congreso fundacional del partido Fuerza Alternativa Revolucionaria del Común (FARC), creado a partir de las Fuerzas Armadas Revolucionarias de Colombia-Ejército del Pueblo (FARC-EP). El 1 de septiembre del mismo año, participó en la presentación del nuevo partido, con un llamamiento a la creación de un gobierno nacional de transición a la paz y la democracia, para el periodo 2018-2022, uno de cuyos propósitos fundamentales fuera garantizar el cumplimiento de todas las etapas previstas en los Acuerdos de La Habana. El 1 de noviembre de 2017, lanzó su candidatura presidencial por las FARC. El 7 de marzo de 2018 fue operado a corazón abierto en la Clínica Shaio de Bogotá en una intervención de emergencia. Un día después se anunció que abandonaba la carrera presidencial por motivos de salud. Como antiguo Comandante en Jefe de las FARC-EP ha respondido ante la Jurisdicción Especial para la Paz (JEP) y ante la Comisión de la Verdad. Vive en una pequeña finca quindiana donde se cultiva café y plátano.

## Prontuario, acusaciones y órdenes de captura
El prontuario delictivo del excomandante en jefe, Timochenko, abarcaba gran cantidad de actos de violencia como el secuestro, narcotráfico, rebelión, terrorismo, homicidio, extorsión, masacres, emboscadas, hurto, sedición, entre muchos otros. Presentaba 182 procesos judiciales, 141 órdenes de captura, 57 medidas de aseguramiento y 16 condenas que sumaban 448 años de cárcel. De todas estas condenas se sabe que, por lo menos, fue condenado a 34 años de prisión por el ataque contra el municipio de Gigante (Huila), otra sentencia de 25 años por la muerte de monseñor Isaías Duarte Cancino, otra condena de 27 años por el secuestro de una excongresista en 2001, otro fallo en su contra por el cual le imputaron 40 años, luego de perpetrar un atentado en 1998 contra una base militar de la Región Orinoquía, y una última pena de 38 años por la muerte de Consuelo Araújo Noguera. También se sabe que presentaba una circular roja por parte de la Interpol y que el Gobierno Nacional de Colombia ofrecía una recompensa de $ 5000 000 000 de pesos por su captura, circunstancias que fueron suprimidas en el momento de su desmovilización.
A finales de 2014, la Fiscalía General de la Nación ordenó la suspensión de todas las órdenes de captura en contra de Londoño dada su condición de “negociador oficial” en el proceso de paz.
A pesar de todo esto, el Gobierno de los Estados Unidos todavía ofrece una recompensa de $ 5 000 000 de dólares por su captura.